# Kristijan Đurasek
Kristijan Đurasek (Varaždin, 26 juli 1987) is een Kroatisch voormalig wielrenner die in 2019 stopte bij UAE Team Emirates. Hij startte zijn loopbaan in 2006 bij de Sloveense ploeg Perutnina Ptuj. Na het seizoen 2012 verruilde hij Adria Mobil voor Lampre-Merida.
In de wegwedstrijd op de Olympische Spelen in Rio de Janeiro werd Đurasek achttiende, op ruim drieënhalve minuut van winnaar Greg Van Avermaet.
In mei 2019 kwam Đurasek in opspraak naar aanleiding van de dopingzaak Operatie Aderlass. Dit leverde de Kroaat een dopingschorsing op t/m 14 mei 2023.

## Belangrijkste overwinningen
2007
 Kroatisch kampioen op de weg, Beloften
2008
 Kroatisch kampioen op de weg, Beloften
 Kroatisch kampioen tijdrijden, Beloften
2009
 Kroatisch kampioen op de weg, Elite
 Kroatisch kampioen op de weg, Beloften
2011
 Kroatisch kampioen tijdrijden, Elite
 Kroatisch kampioen op de weg, Elite
GP Folignano
Trofeo Internazionale Bastianelli
2013
Tre Valli Varesine
2015
Eindklassement Ronde van Turkije
1e etappe Ronde van Zwitserland
2017
2e etappe Ronde van Kroatië

## Resultaten in voornaamste wedstrijden
| Jaar | Ronde van Italië | Ronde van Frankrijk | Ronde van Spanje |
| ---- | ---------------- | ------------------- | ---------------- |
| 2011 |                  |                     |                  |
| 2012 |                  |                     |                  |
| 2013 | 68e              |                     |                  |
| 2014 |                  | 46e                 |                  |
| 2015 |                  | 76e                 | 63e              |
| 2016 |                  | 51e                 | 67e              |
| 2017 |                  | 50e                 |                  |
| 2018 |                  | 40e                 |                  |

| Jaar | Amstel Gold Race | Ronde van Lombardije | Clásica San Sebastián | Waalse Pijl |  | WK op de weg |  | Wereldranglijsten |
| ---- | ---------------- | -------------------- | --------------------- | ----------- |  | ------------ |  | ----------------- |
| 2011 |                  |                      |                       |             |  | 142e         |  |                   |
| 2012 |                  |                      |                       |             |  | 117e         |  |                   |
| 2013 |                  | 25e                  | 23e                   |             |  | opgave       |  |                   |
| 2014 | 48e              | 42e                  | 19e                   | 48e         |  | 47e          |  |                   |
| 2015 | 101e             | opgave               |                       |             |  | opgave       |  | 160e (UWT)        |
| 2016 |                  | opgave               |                       |             |  |              |  | 197e (UWT)        |
| 2017 |                  | opgave               |                       |             |  |              |  | 306e (UWT)        |
| 2018 |                  |                      | 35e                   |             |  |              |  |                   |

## Ploegen
2006 –  Perutnina Ptuj
2007 –  Perutnina Ptuj
2008 –  Perutnina Ptuj
2009 –  Loborika (vanaf 1 mei)
2010 –  Loborika
2011 –  Loborika-Favorit Team
2012 –  Adria Mobil
2013 –  Lampre-Merida
2014 –  Lampre-Merida
2015 –  Lampre-Merida
2016 –  Lampre-Merida
2017 –  UAE Team Emirates 
2018 –  UAE Team Emirates
2019 –  UAE Team Emirates
1. ↑  Tot de Ronde van Abu Dhabi heette de ploeg UAE Abu Dhabi, maar na het aantrekken van Emirates als cosponsor werd de naam veranderd.